# Van (Provinz)
Van (kurdisch Wan; armenisch Վան) ist eine Provinz im Osten der Türkei. Ihre Hauptstadt Van liegt am Ostufer des Vansees.
Ende 2020 lebten in der Provinz Van 1.149.342 Einwohner auf einer Fläche von 20.921 km².

## Verwaltungsgliederung
Van ist seit 2012 eine Großstadt (Büyükşehir belediyesi). Nach der Verwaltungsreform 2013 sind alle Landkreise direkt dem Oberbürgermeister von Van unterstellt. Die ehemaligen Bürgermeister der Gemeinden (Belediye) wurden auf den Rang eines Muhtars heruntergestuft. Der zentrale Landkreis (Merkez) wurde im Zuge der Reform in zwei neue Bezirke (Eyyübiye, Haliliye und Karaköprü) aufgeteilt. Alle 13 Landkreise sind gleichzeitig Stadtgemeinden (Belediye). Alle 9 Gemeinden, die kein Kreissitz waren sowie die bis Ende 2012 bestehenden 579 Dörfer (Köy) wurden im Zuge der Verwaltungsreform in Stadtbezirke/Stadtviertel (Mahalle) überführt.
Diese 13 Landkreise (auch Bezirke, Ilçe) bilden nun gleichzeitig die Stadtbezirke:
- Bahçesaray (kurdisch Muksî)
- Başkale (kurdisch Elbak)
- Çaldıran (kurdisch Ebex)
- Çatak (kurdisch Şax)
- Edremit (kurdisch Artemêt)
- Erciş (kurdisch Erdis)
- Gevaş (kurdisch Westan)
- Muradiye (kurdisch Bêgirî)
- Özalp (kurdisch Qerqelî)
- Saray (kurdisch Mahmûdî)
- Gürpınar (kurdisch Payizava oder kurdisch Xawesor)
- Tuşba
- İpekyolu

| Kreis- code 1  | Landkreis İlçe | Fläche 2 (km²) | Bevölkerung am 31.12.2020 3 | Bevölkerung am 31.12.2020 3 | Bevölkerung am 31.12.2020 3 | Anzahl der Mahalle | Bevölke rungs dichte (Einw./km²) | Sex Ratio 4 Frauen auf 1000 Männer | Grün- dungs datum 5, 6 |
| Kreis- code 1  | Landkreis İlçe | Fläche 2 (km²) | Gesamt                      | männlich                    | weiblich                    | Anzahl der Mahalle | Bevölke rungs dichte (Einw./km²) | Sex Ratio 4 Frauen auf 1000 Männer | Grün- dungs datum 5, 6 |
| -------------- | -------------- | -------------- | --------------------------- | --------------------------- | --------------------------- | ------------------ | -------------------------------- | ---------------------------------- | ---------------------- |
| 1770           | Bahçesaray     | 426            | 14.379                      | 7.223                       | 7.156                       | 20                 | 33,8                             | 991                                | 1987                   |
| 1175           | Başkale        | 2.727          | 49.850                      | 26.250                      | 23.600                      | 68                 | 18,3                             | 899                                |                        |
| 1786           | Çaldıran       | 1.478          | 63.133                      | 32.589                      | 30.544                      | 70                 | 42,7                             | 937                                | 1987                   |
| 1236           | Çatak          | 1.952          | 20.337                      | 10.743                      | 9.594                       | 33                 | 10,4                             | 893                                |                        |
| 1918           | Edremit        | 515            | 128.557                     | 64.230                      | 64.327                      | 30                 | 249,6                            | 1.002                              | 1990                   |
| 1309           | Erciş          | 2.133          | 176.680                     | 91.080                      | 85.600                      | 101                | 82,8                             | 940                                |                        |
| 1350           | Gevaş          | 1.544          | 28.242                      | 14.253                      | 13.989                      | 40                 | 18,3                             | 981                                |                        |
| 1372           | Gürpınar       | 4.028          | 34.956                      | 18.154                      | 16.802                      | 79                 | 8,7                              | 926                                | 1936                   |
| 2098           | İpekyolu       | 956            | 334.470                     | 166.903                     | 167.567                     | 50                 | 349,9                            | 1.004                              | 2012                   |
| 1533           | Muradiye       | 912            | 50.247                      | 25.678                      | 24.569                      | 48                 | 55,1                             | 957                                |                        |
| 1565           | Özalp          | 1.430          | 65.495                      | 33.717                      | 31.778                      | 58                 | 45,8                             | 942                                |                        |
| 1980           | Saray          | 872            | 20.843                      | 10.935                      | 9.908                       | 27                 | 23,9                             | 906                                | 1990                   |
| 2099           | Tuşba          | 1.948          | 162.153                     | 84.099                      | 78.054                      | 67                 | 83,2                             | 928                                | 2012                   |
| Provinz 65 Van | Provinz 65 Van | 20.921         | 1.149.342                   | 585.854                     | 563.488                     | 691                | 54,9                             | 962                                |                        |

## Dörfer
Mit der Verwaltungsreform verschwanden die Dörfer und wurden in Stadtbezirke (Mahalle) umgewandelt.
Ende 2012 zählte man noch 579 Dörfer mit einer Gesamtbevölkerung von 442.082 Einwohnern (also durchschnittlich 763,5 Einw. pro Dorf). Dies entsprach einem Anteil an der Provinzbevölkerung (1.051.975) von 42 Prozent. 147 dieser Dörfer zählten mehr als 1.000 Einwohner, das größte war Bardakçı im Merkez Bucağı (8.561 Einw.).

## Bevölkerung
Nachfolgende Tabelle zeigt die jährliche Bevölkerungsentwicklung nach der Fortschreibung durch das 2007 eingeführte adressierbare Einwohnerregister (ADNKS). Zusätzlich sind die Bevölkerungswachstumsrate und das Geschlechterverhältnis (Sex Ratio d. h. die rechnerisch ermittelte Anzahl der Frauen pro 1000 Männer) aufgeführt. Der Zensus von 2011 ermittelte 1.059.734 Einwohner.

| Jahr | Bevölkerung am Jahresende | Bevölkerung am Jahresende | Bevölkerung am Jahresende | Wachstums- rate der Be- völkerung (in %) | Geschlechter- verhältnis (Frauen auf 1000 Männer) | Rang (unter den 81 Provinzen) |
| Jahr | gesamt                    | männlich                  | weiblich                  | Wachstums- rate der Be- völkerung (in %) | Geschlechter- verhältnis (Frauen auf 1000 Männer) | Rang (unter den 81 Provinzen) |
| ---- | ------------------------- | ------------------------- | ------------------------- | ---------------------------------------- | ------------------------------------------------- | ----------------------------- |
| 2020 | 1.149.342                 | 585.854                   | 563.488                   | 1,11                                     | 962                                               | 19                            |
| 2019 | 1.136.757                 | 578.044                   | 558.713                   | 1,15                                     | 967                                               | 19                            |
| 2018 | 1.123.784                 | 574.461                   | 549.323                   | 1,53                                     | 956                                               | 19                            |
| 2017 | 1.106.891                 | 563.824                   | 543.067                   | 0,61                                     | 963                                               | 19                            |
| 2016 | 1.100.190                 | 561.592                   | 538.598                   | 0,35                                     | 959                                               | 19                            |
| 2015 | 1.096.397                 | 560.480                   | 535.917                   | 1,00                                     | 956                                               | 19                            |
| 2014 | 1.085.542                 | 554.791                   | 530.751                   | 1,44                                     | 957                                               | 19                            |
| 2013 | 1.070.113                 | 545.479                   | 524.634                   | 1,72                                     | 962                                               | 19                            |
| 2012 | 1.051.975                 | 538.121                   | 513.854                   | 2,88                                     | 955                                               | 19                            |
| 2011 | 1.022.532                 | 525.144                   | 497.388                   | −1,24                                    | 947                                               | 19                            |
| 2010 | 1.035.418                 | 525.788                   | 509.630                   | 1,28                                     | 969                                               | 19                            |
| 2009 | 1.022.310                 | 523.864                   | 498.446                   | 1,79                                     | 951                                               | 19                            |
| 2008 | 1.004.369                 | 516.525                   | 487.844                   | 2,52                                     | 944                                               | 19                            |
| 2007 | 979.671                   | 500.068                   | 479.603                   | —                                        | 959                                               | 19                            |

### Volkszählungsergebnisse
Nachfolgende Tabellen geben den bei den 15 Volkszählungen dokumentierten Einwohnerstand der Provinz Van wieder. Die Werte der linken Tabelle entstammen E-Books (der Originaldokumente) entnommen, die Werte der rechten Tabelle basieren aus der Datenabfrage des Türkischen Statistikinstituts TÜIK
| Jahr | Bevölkerung am Zensustag | Bevölkerung am Zensustag | jährl. Wachs- tumsrate in % | Rang |
| Jahr | Türkei                   | Provinz Van              | Provinz Van                 | Rang |
| ---- | ------------------------ | ------------------------ | --------------------------- | ---- |
| 1927 | 13.648.270               | 075.437                  | –                           | 58   |
| 1935 | 16.158.018               | 143.434                  | 2,30                        | 58   |
| 1940 | 17.820.950               | 112.975                  | 2,06                        | 58   |
| 1945 | 18.790.174               | 127.858                  | 1,09                        | 57   |
| 1950 | 20.947.188               | 145.944                  | 2,30                        | 56   |
| 1955 | 24.064.763               | 175.250                  | 2,98                        | 58   |
| 1960 | 27.754.820               | 211.034                  | 3,07                        | 56   |

| Jahr | Bevölkerung am Zensustag | Bevölkerung am Zensustag | jährl. Wachs- tumsrate in % | Rang |
| Jahr | Türkei                   | Provinz Van              | Provinz Van                 | Rang |
| ---- | ------------------------ | ------------------------ | --------------------------- | ---- |
| 1965 | 31.391.421               | 0.266.840                | 2,62                        | 48   |
| 1970 | 35.605.176               | 0.325.763                | 2,68                        | 43   |
| 1975 | 40.347.719               | 0.386.314                | 2,66                        | 42   |
| 1980 | 44.736.957               | 0.468.646                | 2,18                        | 39   |
| 1985 | 50.664.458               | 0.547.216                | 2,65                        | 35   |
| 1990 | 56.473.035               | 0.637.433                | 2,29                        | 32   |
| 2000 | 67.803.927               | 0.877.524                | 2,01                        | 23   |
| 2011 | 74.525.696               | 1.059.734                | 0,90                        | 18   |

Anzahl der Provinzen bezogen auf die Censusjahre:
- 1927, 1940 bis 1950: 63 Provinzen
- 1935: 57 Provinzen
- 1955: 67 Provinzen
- 1960 bis 1985: 73 Provinzen
- 1990: 73 Provinzen
- ab 2000: 81 Provinzen

### Detaillierte Volkszählungsergebnisse
| Jahr | Gesamtbevölkerung | Gesamtbevölkerung | Gesamtbevölkerung | Stadtbevölkerung           | Stadtbevölkerung           | Stadtbevölkerung           | Landbevölkerung            | Landbevölkerung            | Landbevölkerung            |
| Jahr | Gesamt            | männlich          | weiblich          | Gesamt                     | männlich                   | weiblich                   | Gesamt                     | männlich                   | weiblich                   |
| ---- | ----------------- | ----------------- | ----------------- | -------------------------- | -------------------------- | -------------------------- | -------------------------- | -------------------------- | -------------------------- |
| 1927 | 22.548            | 11.984            | 10.564            | 6.981                      | 3.971                      | 3.010                      | 15.567                     | 8.013                      | 7.554                      |
| 1935 | 143.434           | 75.053            | 68.381            | 23.419                     | 13.133                     | 10.286                     | 120.015                    | 61.920                     | 58.095                     |
| 1940 | 112.975           | 59.969            | 53.006            | 23.252                     | 13.613                     | 9.639                      | 89.723                     | 46.356                     | 43.367                     |
| 1945 | 127.858           | 69.362            | 58.496            | 26.932                     | 16.271                     | 10.661                     | 100.926                    | 53.091                     | 47.835                     |
| 1950 | 145.944           | 78.304            | 67.640            | 26.155                     |                            |                            | 119.789                    |                            |                            |
| 1955 | 175.250           | 93.090            | 82.160            | 33.469                     | 19.130                     | 14.339                     | 141.781                    | 73.960                     | 67.821                     |
| 1960 | 211.034           | 111.246           | 99.788            | 42.881                     | 23.778                     | 19.103                     | 168.153                    | 87.468                     | 80.685                     |
| 1965 | 266.840           | 142.446           | 124.394           | 60.686                     | 34.778                     | 25.908                     | 206.154                    | 107.668                    | 98.486                     |
| 1970 | 325.763           | 171.232           | 154.531           | 88.227                     | 49.052                     | 39.175                     | 237.536                    | 122.180                    | 115.356                    |
| 1975 | 386.314           | 203.229           | 183.085           | 115.830                    | 63.342                     | 52.488                     | 270.484                    | 139.887                    | 130.597                    |
| 1980 | 468.646           | 244.802           | 223.844           | 156.852                    | 85.213                     | 71.639                     | 311.794                    | 159.589                    | 152.205                    |
| 1985 | 547.216           | 280.658           | 266.558           | 189.269                    | 101.759                    | 87.510                     | 357.947                    | 178.899                    | 179.048                    |
| 1990 | 637.433           | 324.624           | 312.809           | 258.967                    | 138.166                    | 120.801                    | 378.466                    | 186.458                    | 192.008                    |
| 2000 | 877.524           | 448.039           | 429.485           | 446.976                    | 237.246                    | 209.730                    | 430.548                    | 210.793                    | 219.755                    |
| 2011 | 1.059.734         | 543.447           | 516.287           | detaillierte Angabe fehlen | detaillierte Angabe fehlen | detaillierte Angabe fehlen | detaillierte Angabe fehlen | detaillierte Angabe fehlen | detaillierte Angabe fehlen |

## Geschichte
In früherer Zeit trug die Provinzhauptstadt Van den Namen Tušpa und war im 9. Jahrhundert v. Chr. die Hauptstadt des Urartäischen Königreichs. Die damalige Bevölkerung nannte sich selbst Nairi.
Später wurde die Region wieder ein Zentrum in der Regentschaft des armenischen Königs Tigranes II., der die Stadt Tigranakert im 1. Jahrhundert v. Chr. gründete. Nachdem die Stadt während des Ersten Weltkriegs durch russische Truppen weitgehend zerstört worden war, wurde sie nach dem Krieg nahe der alten Stadt wieder aufgebaut. Bis dahin, als es unter dem Vilâyet-Gouverneur Cevdet Bey zu Massakrierungen durch die muslimische Bevölkerung kam, hatte es als osmanische Provinz Van eine großteils armenische Bevölkerung.
Am 2. Juli 2004 wurde in der Stadt Van auf den Gouverneur der Provinz ein Bombenattentat verübt. Drei Menschen starben, 24 weitere wurden teilweise schwer verletzt.
Bei einem starken Erdbeben im Jahr 1976 kamen in der Region 4000 Menschen ums Leben. Am 23. Oktober 2011 ereignete sich in der Nähe von Erciş ein weiteres folgenschweres Erdbeben.

### Wahlen
Bei dem Referendum zur Verfassungsänderung entschieden sich in der Provinz 57,27 % der gültigen Stimmen dagegen, lediglich die İlçe Bahçesaray, Gevaş und Gürpinar entschieden sich für eine Änderung der Verfassung.

Van ist die zweitgrößte Stadt im Südosten der Türkei. Über die Hälfte der Bevölkerung hat die Demokratische Partei der Völker gewählt. An zweiter Stelle folgt die Partei für Gerechtigkeit und Aufschwung.

## Verschiedenes
Van ist auch für seine Katzen bekannt. Die halblanghaarige Vankatze hat häufig zwei verschiedene Augenfarben und ist weltweit gefragt.
Eine touristische Attraktion ist die armenische Kirche zum Heiligen Kreuz (armenisch Սուրբ խաչ, Surb Chatsch/Surb xač) auf der Insel Akdamar im Vansee.
Weiterhin sind hier die Klöster Sankt Bartholomäus, Arter und Karmravank, sowie das Ktuts-Kloster, Narekawank und Varagavank anzutreffen.